# Chrysothlypis
A Chrysothlypis a madarak osztályának verébalakúak (Passeriformes) rendjébe és a tangarafélék (Thraupidae) családjába tartozó nem.

## Rendszerezésük
A nemet Hans von Berlepsch német ornitológus írta le 1912-ben, az alábbi 2 faj tartozik ide:
- Chrysothlypis chrysomelas
- Chrysothlypis salmoni

## Előfordulásuk
Az egyik faj Közép-Amerikában, a másik Dél-Amerika északnyugati részén honos. Természetes élőhelyeik a szubtrópusi és trópusi síkvidéki esőerdők és cserjések. Állandó, nem vonuló fajok.

## Megjelenésük
Átlagos testhosszuk 12 centiméter.

## Életmódjuk
Ízeltlábúakkal és gyümölcsökkel táplálkoznak.